# Coffman Cove
Coffman Cove és una població dels Estats Units a l'estat d'Alaska. Segons el cens del 2000 tenia 199 habitants.

## Demografia
Segons el cens del 2000, Coffman Cove tenia 199 habitants, 63 habitatges, i 42 famílies La densitat de població era de 7,4 habitants/km².
Dels 63 habitatges en un 31,7% hi vivien nens de menys de 18 anys, en un 54% hi vivien parelles casades, en un 4,8% dones solteres, i en un 33,3% no eren unitats familiars. En el 25,4% dels habitatges hi vivien persones soles el 6,3% de les quals corresponia a persones de 65 anys o més que vivien soles. El nombre mitjà de persones vivint en cada habitatge era de 2,56 i el nombre mitjà de persones que vivien en cada família era de 3.
Per edats la població es repartia de la següent manera: un 21,1% tenia menys de 18 anys, un 7,5% entre 18 i 24, un 32,7% entre 25 i 44, un 32,2% de 45 a 60 i un 6,5% 65 anys o més.
L'edat mediana era de 40 anys. Per cada 100 dones hi havia 168,9 homes. Per cada 100 dones de 18 o més anys hi havia 180,4 homes.
La renda mediana per habitatge era de 43.750 $ i la renda mediana per família de 44.861 $. Els homes tenien una renda mediana de 52.031 $ mentre que les dones 31.250 $. La renda per capita de la població era de 23.249 $. Aproximadament el 6,7% de les famílies i el 4,9% de la població estaven per davall del llindar de pobresa.

## Poblacions més properes
El següent diagrama mostra les poblacions més properes.